# 한국도로공사 하이패스
김천 한국도로공사 하이패스는 한국배구연맹에 소속된 대한민국의 여자 프로 배구단으로 한국도로공사의 후원으로 1970년에 창단했다.

## 구단 역사
연고지는 프로화된 뒤 2009-10 시즌까지는 경상북도 구미시였으나, 2010년에 경기도 성남시로 이전했다. 2009년, 배구단 창단 40주년이 되는 2010년을 기념하기 위해 배구단 명칭을 '하이패스 제니스'로 결정하였다. 2009-10 시즌 후, 성적 부진으로 신만근 감독이 사임하여 GS칼텍스의 코치로 옮기게 되자 우승 경력이 있는 전 흥국생명 감독 어창선을 새로 감독으로 선임하였고, 새 시즌 (2010-11시즌)을 앞둔 가운데 연고지 변경을 하게 된다. 경북 구미에서 경기 성남으로 옮기기로 결정했는데 성남시에 본사를 둔 한국도로공사는 연습 체육관도 성남시에 있어 구단도 홍보하고 응원단 접근도 쉽도록 한국배구연맹(KOVO) 이사회를 거쳐 연고지를 이전하였다.
성남시 이전 후 홈 구장은 경기도 성남시 중원구 성남동 성남종합운동장 내 성남실내체육관을 사용하였다. 한국도로공사 관계자는 보도 자료를 통해 "그 동안 구미시에서 경기하면서 팬들과 많은 정이 들긴 했지만 인구가 100만명인 성남시로 연고지를 이전하면 장시간 이동에 따른 선수단의 피로를 줄이면서 경기력도 높이고 구단 홍보 효과도 극대화를 노리는 등 일석삼조 효과를 누릴 수 있어 연고지를 이전했다"고 설명했다.
구단 공식 명칭에도 성남을 집어넣어 '성남 한국도로공사 하이패스 제니스'로 바꾸고 본격적인 지역 밀착 마케팅을 펼치기로 했다.
한국도로공사의 본사가 2014년부터 점차적으로 경상북도 김천시 율곡동의 경북혁신도시로 이전함에 따라 2015년 5월 19일 경상북도 김천시로 연고지를 이전했으며, 연습구장도 율곡동으로 이전했다.
2017-2018시즌에는 챔프전에서 IBK기업은행을 3승 0패로 완파하고 출범 후 14년 만에 창단 첫 우승을 달성하였다. 2018-2019시즌에는 외국인 선수 부재 등 각종 악재가 많이 겹쳤음에도 불구하고 2년 연속으로 챔프전에 진출했으나, 정규시즌 1위를 차지한 흥국생명에게 1승 3패로 패하여 준우승에 머무르게 되었다.
2019-2020 시즌에는 외국인선수 농사에 실패하며 국내 선수들도 지쳐 순위 반등에 어려움을 겪다가 코로나19로 인해 시즌이 조기종료되어 6위로 시즌을 마감했으며, 이어진 2020-2021 시즌에는 주전 세터 이효희가 은퇴한 후 새로운 주전 세터로 이고은을 영입하여 마지막까지 봄 배구 경쟁을 펼쳤으나 아쉽게 4위로 시즌을 마감했다. 이어진 2021-2022 시즌에는 외국인선수인 켈시 페인이 좋은 모습을 보여주고, 실업 무대에서 뛰던 세터 이윤정을 신인드래프트에서 데려와 이윤정이 크게 성장하면서 같은 주전 세터인 이고은과 함께 팀을 상위권으로 이끌어 2위까지 뛰어올랐으나, 시즌 후반 코로나19가 또 다시 여자배구계를 덮치는 바람에 시즌이 조기종료돼 또 한번 포스트시즌이 개최되지 않으면서 아쉬움을 삼켜야 했다.
이어진 2022-2023 시즌에는 외국인선수가 교체되고 주전 세터였던 이고은도 FA 자격을 얻어 페퍼저축은행으로 이적함에 따라 많은 배구 전문가들에 의해 하위권에 머무를 팀으로 분류가 되었으나, 시즌 초중반 많은 어려움이 있었음에도 외국인선수를 카타리나 요비치에서 캐서린 벨로 중도 교체하고 난 후 반등하기 시작하였고, 마지막에 끝까지 봄 배구 경쟁을 치르다가 4위를 기록한 KGC인삼공사를 승점 4점 차로 물리치고 3위를 기록해 포스트시즌 플레이오프에 직행했다. 플레이오프에서 2위 팀이었던 현대건설을 만나 1차전과 2차전을 모두 승리하며 챔피언결정전에 진출하였다. 챔피언결정전에서 흥국생명을 만나 1, 2차전을 모두 패하면서 벼랑 끝 위기에 몰렸으나, 김천 홈으로 돌아온 3차전부터 1, 2차전과는 180도 다른 경기력으로 3차전과 4차전 막판 뒷심으로 역전해 반전의 2연승에 성공하였다. 홈 관중의 뜨거운 응원에 공격에서 힘을 얻은 것도 있었지만 특히 리시브와 수비, 블로킹에서 대단한 집중력을 선보이면서 5 ~ 6점 차 이상의 점수도 뒤집는 저력을 보여줬다. 4월 6일 인천 삼산월드체육관에서 열린 마지막 5차전에서 매 세트 손에 땀을 쥐는 치열한 승부를 펼치다가 마지막 5세트에서 챔피언십 포인트를 따 내고 15점을 먼저 득점해, V2 달성에 성공, V - 리그 역사 상 최초로 챔피언결정전에서 1, 2차전을 패한 후 3, 4, 5차전에서 모두 승리하여 리버스스윕 우승이라는 진기록을 작성하게 되었다.
2022 - 2023 시즌 종료 후 다음 2023 - 2024 시즌을 앞두고 주전 선수 5명(박정아, 배유나, 문정원, 정대영, 전새얀)이 FA 자격을 얻었는데, FA 샐러리캡의 한계로 박정아와 정대영과는 재계약을 맺지 못하고 각각 페퍼저축은행와 GS칼텍스로 떠나 보냈다. 다만 배유나, 문정원, 전새얀과는 잔류 계약을 잘 맺었으며, 그랬기에 한국도로공사의 2022 - 2023 시즌 우승은 막강한 멤버로 우승을 할 수 있는 라스트 댄스 우승의 기회로 불렸던 터라 더욱 의미가 깊었다. 두 선수의 이적으로 팀을 리빌딩 하고 새 판 짜기가 불가피 해 졌기 때문에. 그러나 박정아의 이적 과정에서 이적팀인 페퍼저축은행이 한국도로공사에게 FA 보상선수를 내 주는 과정에서 주전 세터 이고은을 보호 선수로 묶지 않는 실수를 범했고, 이 실수를 눈 여겨 본 한국도로공사가 곧바로 보상선수로 이고은을 지명했다. 졸지에 코트의 지휘자를 잃게 된 페퍼저축은행은 다시 이고은을 데려오는 대신에 미들블로커 최가은과 다음 시즌 신인드래프트 1라운드 1순위 지명권을 내 줄 것을 요청했고, 한국도로공사가 이를 받아들여 다시 이고은을 원 소속팀으로 보내는 동시에 미들블로커 최가은과 2023 - 2024 시즌 신인드래프트 1라운드 1순위 지명권 또한 가져왔다. 이후 대전 정관장 레드스파크스와 트레이드를 단행해 자팀 아웃사이드 히터 김세인과 세터 안예림을 내 주는 대신에 정관장에서 아웃사이드 히터 고의정과 세터 박은지를 영입하였고, 9월 10일 개최된 2023년 여자배구 신인드래프트에서 페퍼저축은행과의 트레이드로 확보하게 된 1라운드 1순위 신인 지명권을 제대로 행사할 수 있게 되어, 2023년 여자배구 신인 최대어인 김세빈을 영입하는데 성공하였다. 이러한 행보에 한국도로공사의 2023년 비시즌 행보는 주전 선수 2명을 FA로 떠나보낸 것 치고 상당히 성공했다는 평가를 받고 있다.

## 구단명 변화
- 한국도로공사 (1970-2005)
- 구미 한국도로공사 (2005-2009)
- 구미 한국도로공사 하이패스 제니스 (2009-2010)
- 성남 한국도로공사 하이패스 제니스 (2010-2015)
- 김천 한국도로공사 하이패스  (2015-현재)

## 선수

### 현재명단
감독: 김종민

코치: 박종익(수석), 이효희, 배기훈, 고영우

스태프: 최석모(수석 트레이너), 이현수(트레이너), 조예진(트레이너, 인스트럭터), 정영호(전력분석원), 조영은(매니저), 유소연(통역관)
| 번호         | 이름          | 포지션                  | 데뷔 년도 | 이적 년도 |  |
| ------------ | ------------- | ----------------------- | --------- | --------- |  |
| 3            | 박은지        | 세터                    | 2023      |           |  |
| 4            | 전새얀        | 아웃사이드 히터         | 2014      | 2016      |  |
| 5(영구 결번) | 이효희        | 세터                    | 1998      | 2014      |  |
| 6            | 이윤정        | 세터                    | 2021      |           |  |
| 7            | 이예림        | 아웃사이드 히터         | 2015      |           |  |
| 8            | 임명옥        | 리베로                  | 2005      | 2015      |  |
| 9            | 최가은        | 미들블로커              | 2019      | 2023      |  |
| 10           | 배유나        | 미들블로커              | 2007      | 2016      |  |
| 11           | 이예담        | 미들블로커              | 2021      |           |  |
| 12           | 문정원        | 아포짓 스파이커         | 2011      |           |  |
| 13           | 반야 부키리치 | 아포짓 스파이커         | 2023      |           |  |
| 14           | 임주은        | 미들블로커              | 2022      |           |  |
| 15           | 백채림        | 아웃사이드 히터, 리베로 | 2017      |           |  |
| 16           | 이미소        | 아웃사이드 히터         | 2022      |           |  |
| 17           | 우수민        | 아웃사이드 히터         | 2017      | 2018      |  |
| 18           | 김세빈        | 미들블로커              | 2023      |           |  |
| 19           | 타나차 쑥솟   | 아웃사이드 히터         | 2018      | 2023      |  |
| 20           | 고의정        | 아웃사이드 히터         | 2018      | 2023      |  |
| 21           | 이예은        | 아웃사이드 히터         | 2022      |           |  |
| 23           | 김미진        | 아웃사이드 히터, 리베로 | 2023      |           |  |
| 24           | 신은지        | 아포짓 스파이커         | 2023      |           |  |

### 외국인 선수
도미니카 공화국
- 밀라그로스 카브랄 (2008-2010)

 미국
- 레이첼 반미터 (2006-2007)
- 케이티 존슨 (2007-2008)
- 니콜 포셋 (2012-2015)
- 레슬리 시크라 (2015-2016)
- 케네디 브라이언 (2016)
- 힐러리 헐리 (2016-2017)

 세르비아
- 이바나 네소비치 (2012 2017-2018)

 아르헨티나
- 솔레다 피네도 (2011-2012)

 캐나다
- 쎄라 파반 (2010-2011)

 세네갈
- 파토우 듀크 (2018-2019)

 도미니카공화국
- 켈시 페인 (2020-2021) (2021-2022)

 세르비아
- 캐서린 벨(2022 - 2023)

 태국
- 타나차 쑥솟(2023 - )

## 역대 성적

### V-리그
| 리그    | 시즌 | 정규리그 | 정규리그 | 정규리그 | 정규리그 | 정규리그     | 포스트시즌 |
| 리그    | 시즌 | 경기수   | 승       | 패       | 승점     | 순위         | 포스트시즌 |
| ------- | ---- | -------- | -------- | -------- | -------- | ------------ | ---------- |
| V-리그  |      |          |          |          |          |              |            |
| 2005    | 16   | 12       | 4        | 28       | 1        | 준우승       |            |
| 2005-06 | 28   | 17       | 11       | 17       | 2        | 준우승       |            |
| 2006-07 | 24   | 16       | 8        | 16       | 2        | 플레이오프   |            |
| 2007-08 | 28   | 11       | 17       | ―        | 4        | 진출 실패    |            |
| 2008-09 | 28   | 8        | 20       | ―        | 5        | 진출 실패    |            |
| 2009-10 | 28   | 4        | 24       | ―        | 5        | 진출 실패    |            |
| 2010-11 | 24   | 15       | 9        | ―        | 2        | 플레이오프   |            |
| 2011-12 | 30   | 19       | 11       | 49       | 2        | 플레이오프   |            |
| 2012-13 | 30   | 17       | 13       | 48       | 4        | 진출 실패    |            |
| 2013-14 | 30   | 13       | 17       | 38       | 4        | 진출 실패    |            |
| 2014-15 | 30   | 20       | 10       | 59       | 1        | 준우승       |            |
| 2015-16 | 30   | 13       | 17       | 41       | 5        | 진출 실패    |            |
| 2016-17 | 30   | 11       | 19       | 33       | 6        | 진출 실패    |            |
| 2017-18 | 30   | 21       | 9        | 62       | 1        | 우승         |            |
| 2018-19 | 30   | 20       | 10       | 56       | 2        | 준우승       |            |
| 2019-20 | 26   | 7        | 19       | 22       | 6        | 진출 실패    |            |
| 2020-21 | 30   | 13       | 17       | 41       | 4        | 진출 실패    |            |
| 2021-22 | 32   | 24       | 8        | 70       | 2        | 시즌조기종료 |            |
| 2022-23 | 36   | 20       | 16       | 60       | 3        | 우승         |            |

## 우승 경력

### 리그
- V-리그
  - 우승 (2): 2017-18, 2022-23
  - 준우승 (3): 2005, 2005-06, 2014-15, 2018-19

### 컵
- KOVO컵
  - 우승 (1): 2011
  - 준우승 (4): 2006, 2008, 2010, 2017

## 홈구장
| 연도          | 경기장         |
| ------------- | -------------- |
| 2005년-2010년 | 박정희체육관   |
| 2010년-2015년 | 성남실내체육관 |
| 2015년-       | 김천실내체육관 |

## 같이 보기
- 한국도로공사